# Timothy O. Howe
Timothy Otis Howe (Livermore, 24 de febrero de 1816 - Kenosha, 25 de marzo de 1883) fue un político y abogado estadounidense, miembro del Senado de los Estados Unidos durante tres períodos, en representación del estado de Wisconsin. También se desempeñó como Director General del Servicio Postal bajo la presidencia de Chester A. Arthur desde 1881 hasta su muerte en 1883. Al principio de su carrera, fue juez de la Corte Suprema de Wisconsin.

## Biografía
Howe nació en Livermore, Maine (entonces, parte de la Commonwealth de Massachusetts), hijo de Timothy Howe y Betsey Howard, asistió al Seminario Readfield, ahora Kents Hill School, en Readfield, y estudió derecho con jueces locales. En 1839 fue admitido en el Colegio de Abogados de Maine y comenzó a ejercer la abogacía en Readfield. En 1845 fue elegido miembro de la Cámara de Representantes de Maine. Poco después, Howe se mudó a Green Bay, Wisconsin y abrió una oficina de abogados.Fue un activo militante del Partido Whig y dirigió una campaña infructuosa para el Congreso de los Estados Unidos en 1848.
Se casó con Linda Ann Haines y juntos tuvieron 2 hijos, Mary E. Howe y Frank K. Howe.
En 1851 fue elegido juez de circuito en Wisconsin, ocupando el cargo hasta 1855. Como juez de circuito, también fue juez de la Corte Suprema de Wisconsin hasta que se organizó una Corte Suprema separada en 1853.
En 1857, Howe se postuló sin éxito para el Senado de los Estados Unidos. En 1861 se postuló de nuevo y ganó las elecciones al Senado, sirviendo durante la Guerra de Secesión y la Reconstrucción. Durante su tiempo en el Senado, fue abolicionista y partidario de la Decimoquinta Enmienda. Howe argumentó en contra de las afirmaciones de los demócratas contemporáneos de que los negros eran racialmente inferiores, y señaló que su afirmación de que la abolición causaría una guerra de exterminio racial era "un libelo contra la humanidad, negra o blanca". Durante este tiempo fue considerado uno de los "republicanos radicales" por su apoyo a la igualdad racial y su oposición a la discriminación.
Mientras estaba en el Senado, el presidente Ulysses S. Grant le ofreció  el puesto de Presidente de la Corte Suprema de los Estados Unidos. Sin embargo, Howe rechazó la oferta porque temía que su sucesor en el Senado fuera un demócrata. En 1879 perdió su escaño en el Senado  ante su colega republicano Matthew H. Carpenter. En 1881 fue nombrado Director General del Servicio Postal de los Estados Unidos por el presidente Chester A. Arthur, cargo que ocupó hasta su muerte en Kenosha, Wisconsin el 25 de marzo de 1883.

## Otras lecturas
- William H. Russell, "Timothy O. Howe, republicano incondicional", Revista de Historia de Wisconsin, vol. 35, no. 2 (invierno de 1951), págs. 90–99. En JSTOR